# Epioblasma capsaeformis
Epioblasma capsaeformis és una espècie de musclo d'aigua dolça de la família Unionidae.

## Descripció
- Longitud: fins a 7 cm.
- La superfície de la closca exterior va des d'un color groguenc mat al verd amb ratlles de color verd fosc.
- El nacre va des d'un color blanquinós fins a un blanc blavós.
- Presenta dimorfisme sexual.[3]

## Reproducció
La fresa es produeix, probablement, a finals de la primavera o començaments de l'estiu. Els mascles alliberen el seu esperma a l'aigua i les femelles el recullen a través dels seus sifons durant l'alimentació i la respiració, i retenen els ous fertilitzats en llurs brànquies fins que les larves estan completament desenvolupades. Llavors són alliberades a l'aigua i parasiten determinades espècies de peixos (Etheostoma vulneratum, Etheostoma rufilineatum, Etheostoma camurum, Percina sciera, Cottus carolinae, Cottus baileyi i Cottus bairdi) per un curt període mentre es desenvolupen com a musclos. A continuació es desprenen del seu amfitrió i s'enfonsen en el fons aquàtic per continuar desenvolupar-se com a adults.

## Alimentació
Sembla que es nodreix de detritus, diatomees, fitoplàncton i zooplàncton que filtra de l'aigua.

## Hàbitat
Viu a la sorra i el substrat de grava dels aiguamolls, rius i rierols (incloent-hi cascades). Se n'ha trobat associat amb Justicia americana.

## Distribució geogràfica
Es troba als Estats Units: conques dels rius Tennessee i Cumberland a Alabama, Kentucky i Tennessee. Antigament, també ocupava Geòrgia, Carolina del Nord i Virgínia.

## Principals amenaces
La construcció de preses, el dragatge i la mineria del carbó al llarg dels sistemes fluvials on viu han tingut un impacte negatiu sobre aquesta espècie.